# كلود روبين
كلود روبين (10 ديسمبر 1960 في سانت جوليان إن جينيف) (بالإنجليزية: Claude Robin )‏ لاعب كرة قدم فرنسي معتزل . متزوج من كريستين فيفيرغ ولديه منها ابنان وهما أنايس وإلودي . في أبريل 2009 تم تعيينه مدربا لنادي تروا وذلك من أجل انقاذ الفريق من الهبوط إلى الدرجة الوطنية ولكنه فشل في المهمة مما استدعى انهاء العقد معه .

## وصلات خارجية
- كلود روبين على موقع قاعدة بيانات كرة القدم.إي يو (الإنجليزية)
- كلود روبين على موقع Soccerway.com (الإنجليزية)
- كلود روبين على موقع عالم كرة القدم.نت (الإنجليزية)